# Sztab Partyzancko-Powstańczy
Sztab Partyzancko-Powstańczy – struktura wojskowa, utworzona w styczniu 1921 przy Komendzie Głównej Armii URL we Lwowie, w celu koordynowania przygotowań do walki z bolszewicką okupacją Ukrainy.
Dowódcą SPP został mianowany gen. Jurko Tjutjunnyk. Organizowanie SPP przy pomocy Oddziału II Sztabu Generalnego zakończono w marcu 1921. Na jego siedzibę wybrano Lwów, a miał współpracować z dowództwem polskiej 6. Armii. Generałowi Tjutjunnykowi zezwolono na werbowanie w obozach internowania ochotników do prowadzenia akcji wywiadowczej na Ukrainie. Władze polskie zobowiązały się również do zwolnienia z obozów internowania, uzbrojenia i wyposażenia 2000 żołnierzy ukraińskich, którzy mieli przygotowywać rajdy na Ukrainę w celu wywoływania powstań antybolszewickich.
Sztab współpracował również z Centralnym Ukraińskim Komitetem Powstańczym, po likwidacji którego przez CzeKa zmalały jednak szanse na wywołanie powstania na Ukrainie.
Sztab Partyzancko-Powstańczy został rozwiązany pod koniec 1921, po klęsce II pochodu zimowego.

## Literatura
- Jacek Legieć: Armia Ukraińskiej Republiki Ludowej w wojnie polsko-ukraińsko-bolszewickiej w 1920 r.. Toruń: 2002. ISBN 83-7322-053-4. Brak numerów stron w książce
- Ігор Срібняк, Обеззброєна, але нескорена: Інтернована Армія УНР у таборах Польщі й Румунії (1921-1924 рр.). Київ-Філядельфія: 1997. C.82-113. http://elibrary.kubg.edu.ua/id/eprint/19901
- Ігор Срібняк, Діяльність Партизанського-Повстанського Штабу при Головній Команді Військ УНР у 1921 р. Український історичний журнал. Київ: 2001. № 5. С.107-120. http://history.org.ua/JournALL/journal/2001/5/7.pdf
- Ігор Срібняк, Республіка Польща і Українська Народна Республіка у боротьбі з більшовизмом у 1921 р. Oрганізаційно-агентурна діяльність Партизансько-Повстанського штабу при головній команді Військ УНР (за матеріалами ЗНіО і БН) // Rozpad imperiów. Kształtowanie powojennego ładu w Europie Środkowo-Wschodniej w latach 1918-1923 / red. M. Gibiec, G. Hryciuk, R. Klementowski. Wrocław-Warszawa: 2020. S. 492-507. http://elibrary.kubg.edu.ua/id/eprint/35002